# Freude und Arbeit
Freude und Arbeit (Freude und Arbeit. Joy and work. Joie et travail. Alegria y trabajo) war eine nationalsozialistische deutsche Propaganda-Zeitschrift, die von Oktober 1936 bis Januar 1943 erschien.

## Geschichte
Im Vorfeld der Olympischen Spiele in Deutschland hatte die nationalsozialistische Gemeinschaft Kraft durch Freude (KdF) vom 23. bis 30. Juni 1936 mit starker internationaler Beteiligung in Hamburg einen Kongress Freude und Erholung veranstaltet. In dessen Gefolge wurde wenig später mit Sitz in Berlin ein Internationales Zentralbüro „Freude und Arbeit“ gebildet. Dieses sollte als „organisatorisches Scharnier der Arbeitsfront und ihrer Suborganisation KdF zu den sozialpolitischen Strömungen und Abteilungen in den faschistischen und sonstigen rechten Bewegungen in Europa fungieren ….“

## Funktion und Bedeutung
Zur Unterstützung dieser Aktivitäten wurde die Zeitschrift Freude und Arbeit gegründet, die anfangs in Kooperation mit dem Auswärtigen Amt herausgegeben wurde. Sie sollte „vor allem die Öffentlichkeiten des Auslands von den angeblich großartigen sozialpolitischen Erfolgen des Nazi-Regimes überzeugen und den sozialpolitischen Führungsanspruch der DAF in Europa untermauern.“ Die Zeitschrift war aufwendig gestaltet und illustriert. Insbesondere durch ein modernes Layout, das bis zu surrealistischen Kompositionen ging, sollte die Fortschrittlichkeit der faschistischen Ideen suggeriert werden. Als Gestalter wirkten dabei auch ehemalige Bauhaus-Künstler wie Kurt Kranz, Hannes Neuner und Hein Neuner mit.
Die Zeitschrift erschien in Deutsch, Englisch, Französisch, Italienisch, Polnisch und Spanisch. Sie erreichte eine Auflage von 100 000 Stück und wurde in 44 Ländern vertrieben. Außenpolitisch waren die Nationalsozialisten damit erfolgreich, wirtschaftlich blieb es ein Zuschussgeschäft.

## Organisatorisches
Hauptschriftleiter der Zeitschrift war Walter Kiehl, Pressereferent von Robert Ley. Sie erschien im Verlag Freude und Arbeit GmbH mit Sitz in Berlin-Wilmersdorf, Landhausstraße 6–7. Dessen Geschäftsführer war Heinz Brüggen. Gedruckt wurde sie von der August Pries GmbH in Leipzig.